# Maison de Miladin Pećinar
La maison de Miladin Pećinar (en serbe cyrillique : Кућа Миладина Пећинара ; en serbe latin : Kuća Miladina Pećinara) est située à Belgrade, la capitale de la Serbie, dans la municipalité urbaine de Stari grad. Construite en 1928, elle est inscrite sur la liste des biens culturels de la Ville de Belgrade.

## Présentation
La maison de l'ingénieur Miladin Pećinar, située 5 rue Pop Lukina, a été construite en 1928 sur des plans de son propriétaire dans le style académique. Miladin Pećinar (Ljubinić, 1893 – Belgrade, 1973), ingénieur, fut membre de l'Académie serbe des sciences et des arts et vécut dans cette maison jusqu'à sa mort.